# Наманганская область
Наманга́нская о́бласть (вилоя́т; узб. Namangan viloyati / Наманган вилояти) — административная единица Республики Узбекистан. Административный центр — город Наманган, расположенный в 305 км от Ташкента.

## История
Наманганская область была образована 6 марта 1941 года (до этого её территория входила в состав Ферганской области) Указом Президиума Верховного совета СССР, в составе Узбекской ССР. В состав области вошли Касансайский, Наманганский, Нарынский, Папский, Тюря-Курганский, Уйчинский, Уч-Курганский, Чустский и Яни-Курганский районы и города областного подчинения Наманган и Чуст.
В 1950 году был образован Чартакский район, а в 1952 — Задарьинский. Оба этих района были упразднены в 1959 году.
25 января 1960 года Наманганская область была упразднена, а её территория вошла в состав Андижанской и Ферганской областей (город Наманган — с прямым подчинением городу Андижану). Восстановлена область была 18 декабря 1967 года. На момент восстановления область включала Задарьинский, Наманганский, Папский, Уйчинский, Учкурганский, Чустский и Яникурганский районы, а также город Наманган.
В 1970 году был образован Туракурганский район, в 1973 — Касансайский и Нарынский, в 1980 — Чартакский. В 1969 году статус города областного подчинения получил Чуст, в 1974 — Учкурган, в 1979 — Касансай, в 1983 — Чартак, в 1988 — Хаккулабад.

## География
Площадь территории — 7900  км². Наманганская область расположена в северной части Ферганской долины, на правом берегу реки Сырдарья.
На западе граничит с Ташкентской областью (соединена перевалом Камчик), на юго-западе 
— с Согдийской областью Республики Таджикистан, на востоке — с Андижанской областью, на юге — с Ферганской областью, на севере — с Алабукинским районом Джалал-Абадской области Кыргызстана.

## Климат
Климат — континентальный (с сухим летом и мягкой, влажной зимой), местами (Учкурганский район) субтропический.

## Население
Население области составляет 2 810 900 жителей (на 1 января 2020 года. Крупнейший город — её административный центр Наманган — 626 200 жителей.
Остальные города значительно уступают Намангану (человек на 2011 год):
- Чуст — 71 200,
- Чартак — 56 600,
- Касансай — 49 700,
- Учкурган — 37 100,
- Хаккулабад — 31 900,
- Туракурган — 27 300,
- Пап — 25 400.

В 2009 году несколько сёл были переведены в городские посёлки, в результате чего уровень урбанизации области на 2008-2011 годы подскочил с 37% до 64,3%.
Национальный состав населения области: узбеки — 88,4%, таджики — 8,8%, русские — 0,7%, кыргызы — 2,0%, другие национальности — 1,0%.
На официальном сайте Комитета по межнациональным отношениям и дружественным связям с зарубежными странами при Кабинете министров Республики Узбекистан опубликованы следующие сведения о численности национальных меньшинств в Наманганской области на 1 января 2017 года:
- кыргызы — 22 932 чел .
- корейцы — 3 023 чел.
- русские — 11 857 чел.
- таджики — 235 030 чел.

## Административно-территориальное деление
Область состоит из 11 районов (туманов), 12 городских посёлков, около 100 сёл и 8 городов:
1. Наманган,
2. Касансай,
3. Пап,
4. Туракурган,
5. Учкурган,
6. Чартак,
7. Чуст,
8. Хаккулабад.

Административный центр области — город Наманган. До 1941 года он подчинялся городу Фергане, а с января 1960 года по декабрь 1967 года входил в состав Андижанской области с прямым подчинением городу Андижану.
На территории Папского района находится анклав Таджикистана — Сарвак.
В 2020 году в составе города Намангана был образован Давлатабадский район, его площадь составила 46,86 км², население ок. 140 тыс. жит., в его составе 25 махаллинских сходов граждан, а также международный аэропорт Намангана.
| Район (город)               | территория, км² (01.01.2021) | Население, тыс. жит. (01.01.2020) | Городов (01.01.2021) | Посёлков (01.01.2021) | Махаллей (01.01.2021) | Сельских населённых пунктов (01.01.2021) |
| --------------------------- | ---------------------------- | --------------------------------- | -------------------- | --------------------- | --------------------- | ---------------------------------------- |
| Наманган (город)            | 150                          | 644,8                             | 1                    |                       | 104                   |                                          |
| Касансайский район          | 517                          | 212,9                             | 1                    | 10                    | 59                    | 41                                       |
| Мингбулакский район         | 741                          | 128,4                             |                      | 7                     | 40                    | 50                                       |
| Наманганский район          | 203                          | 179,8                             |                      | 5                     | 53                    | 36                                       |
| Нарынский район             | 207                          | 166,1                             | 1                    | 8                     | 57                    | 35                                       |
| Папский район               | 2910                         | 222,7                             | 1                    | 15                    | 77                    | 47                                       |
| Туракурганский район        | 273                          | 228,0                             | 1                    | 13                    | 67                    | 25                                       |
| Уйчинский район             | 304                          | 216,8                             |                      | 13                    | 56                    | 39                                       |
| Учкурганский район          | 300                          | 174,6                             | 1                    | 4                     | 64                    | 43                                       |
| Чартакский район            | 377                          | 202,2                             | 1                    | 10                    | 57                    | 19                                       |
| Чустский район              | 937                          | 269,3                             | 1                    | 11                    | 70                    | 24                                       |
| Янгикурганский район        | 525                          | 221,8                             |                      | 19                    | 71                    | 29                                       |
| Наманганская область всего: | 7444                         | 2867,4                            | 8                    | 115                   | 775                   | 388                                      |

В таблице приведены официальные данные о площади и населении города Намангана, а также Наманганского, Уйчинского и Янгикурганского районов с учётом передачи в 2016 году части территории этих районов с населением около 96 тыс. человек в состав города Намангана.

## Экономика
В области развито шёлковое и текстильное производство, изготовление обуви и обработка хлопка. Главная сельскохозяйственная продукция области — вино, хлопок, фрукты и сырьё для шёлкового производства.
Во втором по промышленности городе области Учкургане имеются: (мукомольный, текстильный комбинаты; заводы: маслоэкстракционный, хлопкоперерабатывающий, рыбоводческий, кирпичные, пластиковых бочек, по переработке пластика, минеральной воды; фабрики: мебельная, трикотажные).
Есть автомобильный ремонтный цех, химические заводы и электромеханические предприятия, фабрика по производству сухофруктов в городе Туракурган.
Из народных промыслов примечательна Чустская фабрика по изготовлению узбекских национальных ножей. Чустские ножи пользуются большой популярностью у туристов.
В 2020 году началось строительство автомобильного завода под брендом Hyundai стоимость 200 миллион долларов США.
Компания собирается поначалу выпускать до 400 грузовиков, микроавтобусов и автобусов и постепенно увеличивать объемы производства до 2,5 тысячи единиц. Отмечается, что в среднесрочный перспективе уровень локализации производства может достигнуть 50% машин.

## Транспорт
Протяжённость железных дорог на территории области — около 140 км.
В 2016 году было завершено строительство железной дороги Ангрен — Пап протяжённостью 120 км (стоимость проекта — $2,5 млрд долларов), идёт строительство новой железной дороги Пап — Наманган.
Протяжённость автомобильных дорог — 11 800 км (в том числе с асфальтобетонным покрытием — около 4000 км). Движение в сторону Ташкента осуществляется через Камчикский перевал).
В Намангане проектируется строительство метрополитена.

## Здравоохранение
В области функционирует грязевой терапевтический курорт, расположенный в предгорьях Чаткала. Особое место занимают Республиканский центр скорой помощи и медицинские клиники «Сайдана», «Anamed» и «Doctor A».

## Власть
В 1948—1950 годах Первым секретарём Наманганского областного комитета КП Узбекской ССР был Нуритдин Мухитдинов.
Долгое время Папским районным агропромышленным комплексом руководил Ахмаджан Адылов, который в годы перестройки был арестован и провёл много лет в тюрьме по обвинению в хищениях и коррупции.
Исполнительная власть в области принадлежит Наманганскому областному хокимияту (хоким c 2015 года — Хайрулло Бозоров). Законодательную власть осуществляет сенат, входящий в хокимият.

## Хокимы
1. Жабборов Тулкин Отахонович (до 17.09.2004),
2. Икромхон Нажмиддинов (с 17.09.2004),
3. Юсупов Баходир Турсунович (?—26.11.2015)[9],
4. Бозаров Хайрулло Хайитбаевич (с 26.11.2015)[10].
5. Абдураззоков Шавкат (с 25.09.2020)[11]

## Достопримечательности
В области расположены 27 исторических объектов и святых мест, многие из кот охраняются государством. В их числе:
- медресе Мулла киргиз (построено в 1910 году),
- Мавзолей Мавлон-бува
- Мавзолей Девона-бува
- мечеть Ота Валихон тура,
- мечеть Шейх Исхок Эшон,
- комплекс Хазрати Мавлоно Лутфуллох Чустий,
- мавзолей Мулла Бозор Охунд,
- святое место Баликлик Мозор,
- святое место Булокди Мозор,
- святое место Биби Она.

## Известные уроженцы
- Умар-Шейх-мирза — амир Ферганы (1469—1494), праправнук амира Тамерлана, отец Бабура — основателя Империи великих монголов в Индии (Государство Тимуридов).
- Бабур — основатель Империи великих моголов (вдали от родины он написал стихотворение, в котором есть строка «Анда жоним колди». В переводе это означает «в проростки осталась моя душа». Имеются в виду смерть его отца Умара-Шейха-мирзы или же  город Андижан (скорее это Андижан, так как само название очерка "Андажоним колди", также душа человека может остаться, где сам человек родился). История доказывает, что отец Бабура правил Ферганой из Ахса (Андижан) или Ахсикент (Наманганская область), как и сам Бабур с 9 лет после смерти отца, но З. Бабур во всех своих очерках называет столицей области Ферганы город Андижан и место своего рождения и проживания, (в 1620 году город Ахсикен был полностью разрушен землетрясением, население Ахсикета, уцелевшее после землетрясения, переселилось в соседний Наманган). Знаменитые цитаты из Бабурнамэ, доказывают, что Бабур будучи Правителем  государства Великих Моголов скучал по своему любимому городу, и писал: "Не человек достойный чести, тот кто не видел Андижан, кто в странствиях небесных не вспоминает Андижан". Также З. Бабур в хронологии описывает древний Андижан (2500 лет) как третий город в Средней Азии: "Арк в Андижане по значимости и размерам уступает только Самарканду и Кеша(Китаб). В городе Андижане (на Юго-Востоке жил.массив Богишамол) в честь Великого Полководца З. Бабура создан парк на 357 га., восстановлена Беседка размышлений Великого поэта З.Бабура, также в этом национальном парке создан Музей - Бабур и мировое наследие, куда из Индии, Пакистана и Афганистана передали летописи Бабура). В Андижане (на бывшей площади Бабура отреставрирован Дом музей Бабура, сейчас площадь Бабура в Андижане перенесена из старого города в центр города напротив областного хокимията и является главной площадью. Имя Бабура также увековечено в городе Ош (Кыргызстана) на святой горе Сулейман, где находилась летняя резиденция Бабура.
- Ахмаджан Одилов (Адылов) (узб. Ahmadjon Odilov; 1 мая 1925, Наманганский уезд — 27 сентября 2017, Наманганская область) — влиятельный узбекский политик, Герой Социалистического Труда (1965), член Центральной ревизионной комиссии КПСС в 1966—1971 годах.
- Боборахим Машраб (1657, Наманган — 1711, Балх) — классик узбекской литературы, поэт и мыслитель, последователь суфийского течения тарикат и дервиш суфийского ордена Накшбандиев (по другим источникам, Машраб принадлежал к ордену каландаров).
- Абдурахмонов, Иброхим Юлчиевич (род. 19 февраля 1975 года) —  узбекский государственный деятель и учёный, Академик академии наук Узбекистана и академик Всемирной академии наук.
- Одил Ахмедов — узбекский футболист, опорный полузащитник китайского клуба «Шанхай СИПГ». С 2007 года выступает за национальную сборную Узбекистана.
- Якуб Ахмедов — узбекский актёр театра и кино, народный артист СССР.
- Бойхонова Зулайхо Мамажоновна — узбекская певица, заслуженный артист Узбекской ССР, народная артистка Узбекистана.
- Ибрагимов Мырзаолим Ибрагимович (1928—2014) — видный государственный и общественный деятель.
- Ишантураева Сара Абдурахмановна (1911—1998) — актриса театра, народный артист СССР (1951).
- Усманов Алишер Бурханович — российский бизнесмен, миллиардер (по версий журнала Forbes), президент Международной федерации фехтования (FEI).
- Умматов Рустамжон (1952) — писатель, поэт, переводчик и публицист.
- Файз (Турдиев) Алишер — узбекский певец.